# Traité de Jaffa (1192)
Pour les articles homonymes, voir Traité de Jaffa.
Le traité de Jaffa de 1192, entre Richard Cœur de Lion et Saladin, met fin à la troisième croisade.

## Contexte
En dépit de la victoire retentissante de Richard Cœur de Lion lors de la bataille de Jaffa de 1192, son armée reste isolée (les Français restant à Acre) et les ordres militaires des Templiers et Hospitaliers sont maigres et en très mauvais état par rapport à l'armée de Saladin qui ne cesse de se renforcer. De plus, Richard Cœur de Lion tombe malade et il est pressé de rentrer en Angleterre par peur des intrigues de son frère Jean sans Terre.
Parallèlement, l'armée de Saladin se renforce, se retrouve en position de force et lance alors les négociations en voulant mettre fin à la guerre par peur de perdre le soutien de ses émirs de plus en plus las de la guerre.

## Clauses
Le traité est signé le 2 ou le 3 septembre 1192. Saladin y reconnait un nouvel État franc qui s'étend sur la côte entre Tyr et Jaffa, y compris la capitale de cet État : Acre. Jérusalem, l'objectif premier de la croisade, reste aux mains des Ayyoubides mais l'entrée des pèlerins sans armes y est garantie. Il est également prévu la destruction des murailles de la ville d'Ascalon et le partage des revenus de Ramla. La trêve est conclue pour une période de trois ans et trois mois dès le 2 septembre.

## Réactions
Dans le monde chrétien, ce traité est très controversé. Ainsi des chroniqueurs comme Guillaume le Breton considèrent que Richard Cœur de Lion s'est laissé acheter par Saladin tandis que d'autres sont plus cléments avec lui en considérant qu'il était contraint de conclure cette paix. En général, dans le monde chrétien, cette trêve qui ne permet pas de reprendre Jérusalem et qui dure uniquement trois ans est considérée comme un échec. Ce traité remet en question l'idée même de la croisade et donne lieu à de nombreuses critiques de la croisade « royale »